# شابلا (سيف)
شابلا (بالبولندية: ˈʂabla؛ صفة الجمع بالبولندية: szable وتعني صابر.). والشابلا هو إشارة للسيف ذو الأصل البولندي، والتي انتشرت في أوروبا قديما. كان الشابلا مستخدمًا على نطاق واسع في الكومنولث البولندي الليتواني خلال الفترة الحديثة المبكرة، خاصة من قبل سلاح الفرسان الخفيف في القرن السابع عشر. انتشر الشابلا على نطاق واسع في أوروبا بعد حرب الثلاثين عامًا وتم اعتماده أيضًا من قبل المشاة. على وجه الخصوص، كانت بمثابة أحد رموز النبلاء والأرستقراطية (سلاختا)، الذين اعتبروها واحدة من أهم قطع الملابس التقليدية للرجال.

## الأنواع

### الشابلا المجرية البولندية
النوع الأول من الشابلا، المجرية البولندية، انتشر بين السلاختا في عهد ملك بولندا الترانسيلفاني المجري ستيفن باتوري في أواخر القرن السادس عشر. كان يتميز بمقبض كبير مفتوح مع واقي على شكل متقاطع مكون من ريشات ولانجيت علوية وسفلية وشفرة ثقيلة. كانت الشفرة ذات الحافة الواحدة إما مستقيمة أو منحنية قليلاً. نظرًا لأن السيف يوفر القليل من الحماية لليد أو لا يوفرها على الإطلاق، فقد تم ربط سلسلة من الواقي المتقاطع إلى الحلق.  نظرًا لأن عددًا من هذه الأسلحة تم تصنيعها بأمر من الملك نفسه أثناء إصلاحه للجيش وتم نقشها بصورته، يُشار إلى هذا النوع من السيوف أيضًا باسم بتاروفكا، (batorówka) بعد اسم باتوري.

### الشابلا الأرمنية
في أواخر القرن السابع عشر، ظهر أول تعديل ملحوظ للشابلا. على عكس النوع "المجري البولندي" المبكر، كان يتميز بمقبض محمي ويشبه سيوف الشرق المنحنية. ومن هنا أطلق عليه اسم السيف الأرمني، وربما تكون سبب التسمية نسبة للتجار الأرمن وصانعي السيوف الأرمن الذين شكلوا جزءًا كبيرًا من صانعي الأسلحة في الكومنولث في تلك الأوقات. في الواقع، تطور السيف الأرمني إلى ثلاثة أنواع مختلفة تمامًا من السيوف، كل منها يستخدم لغرض مختلف. شعبيتها وكفاءتها جعلت النبلاء البولنديين يتخلون عن السيوف العريضة المستخدمة عادة في أوروبا الغربية.
- تشيكزوجا كان سيفًا منحنيًا مزودًا بواقٍ متقاطع صغير بمقبض مفتوح مزخرف وغطاء يوفر حماية جزئية لليد.
- أوردينكا كان سلاحًا أثقل يستخدمه سلاح الفرسان. كان يشبه مزيجًا من جميع ميزات تشيكزوجا بمقبض وشفرة سيف قصير أثقل وأكثر متانة .
- الكرابيلا الأرمنية كان هو المثال الأول للسيف الاحتفالي الذي يستخدمه الزلاختا. كان النصل والواقي المتقاطع منحنيين، وكانت قبضتهما قصيرة. وقد تم نقشها وتزيينها بالأحجار الكريمة والعاج. تم استخدامها على مر العصور، وفي القرن الثامن عشر تطورت إلى كارابيلا القياسية، وتستخدم كجزء من الملابس وفي القتال.

### شابلا الحصار

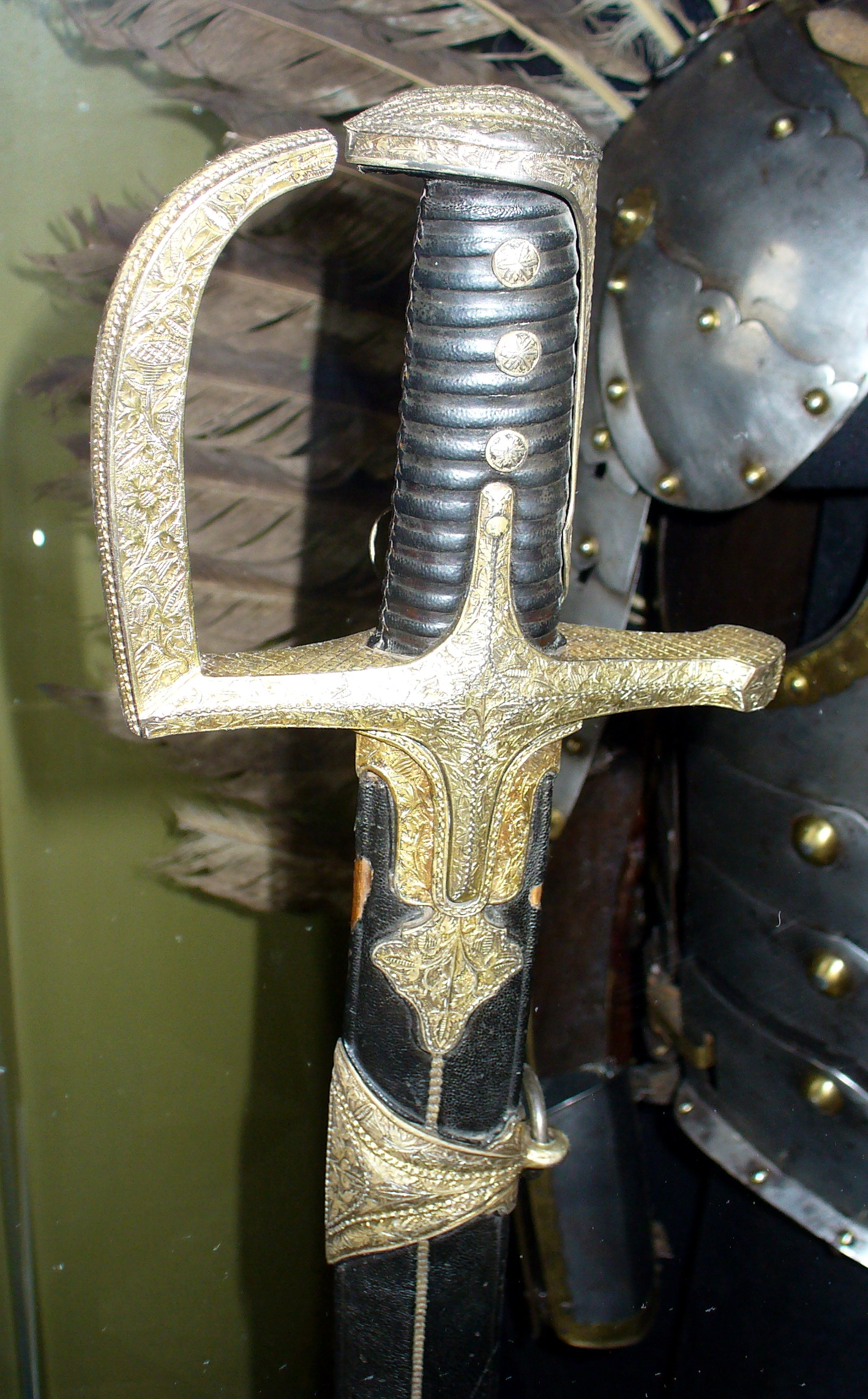
شابلا الحصار البولندية عام 1614

كان شابلا الحصار هو النوع الأكثر شهرة من الشابلا في عصره، وكان مقدمة للعديد من أنواع السيوف الأوروبية المماثلة. تم تقديمه حوالي عام 1630، وكان بمثابة سلاح مشاجرة لسلاح الفرسان البولندي، يستخدم في الغالب من قبل سلاح الفرسان الثقيل، أو الفرسان البولنديين . كانت أقل انحناءً بكثير من سابقاتها الأرمنية، وكانت مثالية للقتال على ظهور الخيل وسمحت بضربات أسرع وأقوى بكثير.  يوفر المقبض الأثقل والمغلق بالكامل تقريبًا حماية جيدة لليد وتحكمًا أفضل بكثير في السيف أثناء المناوشات. وتم وضع قطعتان من المعدن على شكل ريشة على جانبي النصل تسمى الشارب ( wąsy ) توفر متانة أكبر للسلاح من خلال تقوية أضعف نقطة فيه: المفصل بين النصل والمقبض. يمكن للجندي الذي يقاتل بمثل هذا السيف أن يستخدمه مع تمديد إبهامه على طول الحزام الخلفي للقبضة لمزيد من التحكم عند "المبارزة". كان شابلا الحصار النموذجي طويلًا نسبيًا، حيث يبلغ متوسط شفرته 85 سم (33 بوصة) إجمالاً. كان طول طرف النصل عادةً من 15 إلى 17 سم (5.9 إلى 6.7 بوصة) وكان ذو حدين في معظم الحالات. كانت هذه السيوف متينة للغاية ولكنها مستقرة وتم استخدامها في القتال حتى القرن التاسع عشر.
أثر تصميم الشابلا البولندي والمجري على عدد من التصميمات الأخرى للسيوف في أجزاء أخرى من أوروبا. أحد الأمثلة التي تحمل تشابهًا كبيرًا هو صابر الفرسان البريطاني الخفيف طراز 1796، والذي صممه الكابتن جون جاسبارد لو مارشانت بعد عدة زيارات إلى أوروبا الوسطى والشرقية وإجراء الأبحاث حول تكتيكات وأسلحة سلاح الفرسان في تلك الدول وغيرها. لم تعد بولندا موجودة كدولة منفصلة بتلك الفترة، لكن المجر كانت لا تزال دولة موجودة وكانت مصدر كل شيء. تم الاستيلاء على نفس السيف "1796" من قبل قوات الملك هانوفر وأيضًا من قبل البروسيين تحت قيادة الجنرال جيبهارد ليبرخت فون بلوخر، الذي حاول إعطاء اسمه للسلاح، والذي يُعرف عالميًا تقريبًا باسم "سيف الفرسان الخفيف 1796" في عام 1796. بقية أوروبا. وجد هذا السلاح أيضًا طريقه إلى سلاح الفرسان في الولايات المتحدة المتشكل حديثًا خلال حرب عام 1812 .
الكارابيلا

مقبض كارابيلا على شكل رأس نسر

دخلت الكارابيلا الخدمة حوالي عام 1670. الكارابيلا كان نوعًا من الشابلا الشائع في الكومنولث البولندي الليتواني في سبعينيات القرن السابع عشر. كلمة "كارابيلا" ليس لها أصل أصل واضح، وقد تم طرح نظريات مختلفة.  على سبيل المثال، يقترح زيجمونت جلوجر اشتقاق اسم مدينة كربلاء العراقية، المعروفة بتجارة هذا النوع من السيوف.